# Zhengzhuangzi
Zhengzhuangzi (kinesiska: 郑庄子, 郑庄子乡) är en socken i Kina. Den ligger i provinsen Hebei, i den norra delen av landet, omkring 160 kilometer öster om huvudstaden Peking.
Genomsnittlig årsnederbörd är 846 millimeter. Den regnigaste månaden är augusti, med i genomsnitt 199 mm nederbörd, och den torraste är januari, med 2 mm nederbörd.